# Trichoscypha baldwinii
Espèce
Statut de conservation UICN

LC : Préoccupation mineure
Trichoscypha baldwinii est une espèce d'arbres tropicaux de la famille des Anacardiaceae et du genre Trichoscypha, endémique d'Afrique de l'Ouest.

## Répartition
C'est une espèce endémique du Ghana, de Côte-d'Ivoire et du Liberia.